# Piedras rúnicas de Björklinge

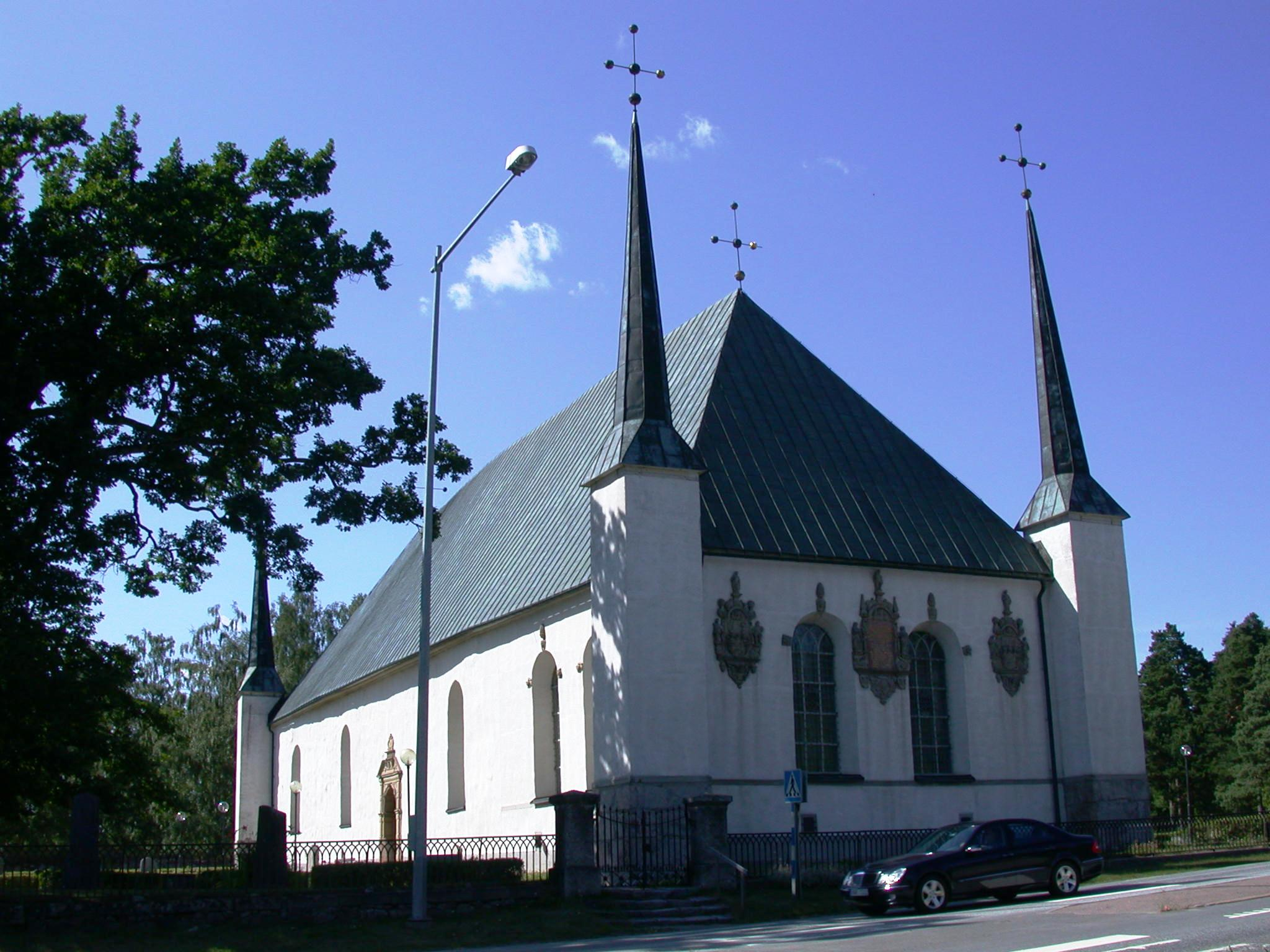
Iglesia de Björklinge, Uppland, Suecia.

Las piedras rúnicas de Björklinge son cinco piezas de la Era vikinga catalogadas en la Rundata como U 1045, U 1046, U 1047, U 1048 y U 1050, todas ellas emplazadas en la Iglesia de Björklinge, Uppland, Suecia. A todas ellas se suma un pequeño fragmento de otra sexta piedra de la cual solo se conserva un texto parcial en alfabeto rúnico i * lit * rita * que significa "había erigido" y que se catalogó como U 1049.

## U 1045
Es una pieza de granito de 1,3 metros de altura. La piedra se trasladó de su emplazamiento original al exterior de la Iglesia, en el flanco sur en 1920. La inscripción corresponde a un texto rúnico en futhark joven sobre una serpiente, grabado en estilo Urnes Pr4 o Pr5. 
El texto cita que la piedra fue erigida por Bjarnhôfði en memoria de su padre, del mismo nombre. Un fragmento de otra piedra, la U 1113, con una inscripción parcial con el mismo nombre apareció a 1 quilómetro de distancia cerca de Häggeby.

### Inscripción

#### Transliteración en caracteres latinos
' biarnaffþi ' lit ' hakua ' stain ' at ' biarnafþa ' faþur ' sin -ak-- ' s...- ' at ' 

#### Transcripción ennórdico antiguo
Biarnhofði let haggva stæin at Biarnhofða, faður sinn ... ... 

#### Traducción encastellano
Bjarnhôfði hizo grabar la piedra en memoria de Bjarnhôfði, su padre ... ...

## U 1046
Es una pieza de granito de 1,65 metros de altura. La piedra se trasladó de su emplazamiento original al exterior de la Iglesia, en el flanco sur en 1920. La inscripción corresponde a un texto rúnico sobre una serpiente entrelazada con una cruz cristiana en el margen superior, grabado en estilo Urnes Pr4. La autoría se ha atribuido al maestro cantero llamado Öpir que desempeñó su trabajo a finales del siglo XI y principios del siglo XII en Uppland.
El texto rúnico menciona que una piedra fue erigida, así como un puente construido, por un hombre en memoria de su hermano llamado Sædjarfr o Sigdjarfr. La referencia de la construcción de puentes es bastante común en piedras de ese periodo, una forma de expresar desde un punto de vista cristiano la transición entre esta vida y el más allá. A finales de la era vikinga, la Iglesia católica amparaba la construcción de puentes y carreteras como una forma de indulgencia a cambio de los favores e intercesión de la iglesia en beneficio del alma del difunto.
Hay muchos ejemplos de puentes que datan del siglo XI, así como inscripciones rúnicas como Sö 101, U 489 y U 617.

## Referencias

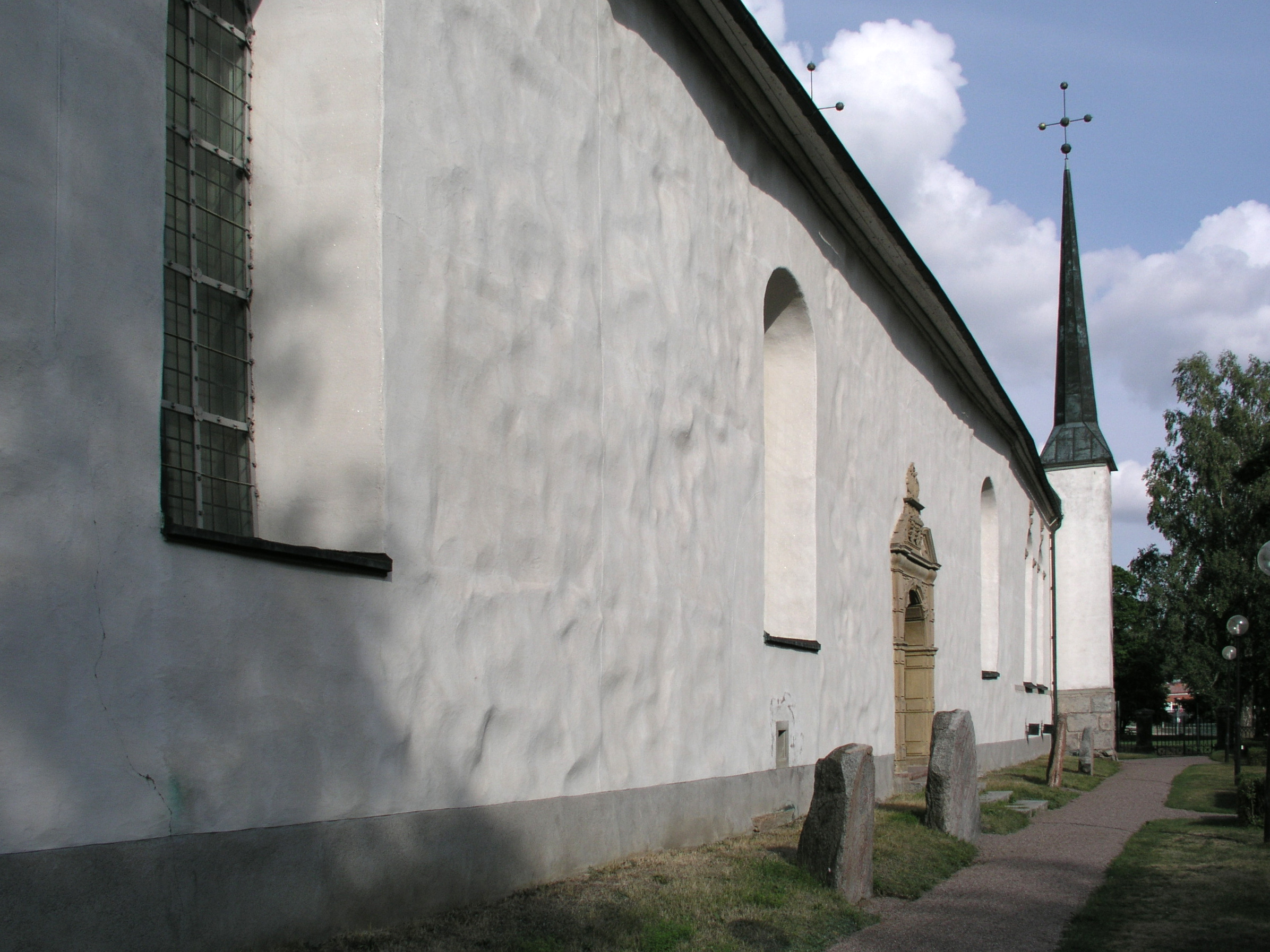
La cara sur de la iglesia con las cuatro piedras rúnicas U 1045 – 1046 – 1047 – 1048.

### Inscripción

#### Transliteración en caracteres latinos
...ikaiR lit resa sten auk ' kera ' buro ' eftiR ' siiterf * buroþur * sin

#### Transcripción ennórdico antiguo
...gæiRR let ræisa stæin ok gæra bro æftiR Sædiarf/Sigdiarf, broður sinn.

#### Traducción encastellano
...-geirr había erigido esta piedra y el Puente en memoria de Sædjarfr/Sigdjarfr, su hermano.

## U 1047
Es una pieza de granito de 1,55 metros de altura. La piedra se descubrió tras el desmantelamiento de un muro en el cementerio de la iglesia en 1865. La inscripción corresponde a un texto rúnico sobre una serpiente entrelazada con tres cruces cristianas, grabado en estilo Urnes Pr4. La autoría se ha atribuido al maestro cantero llamado Ingulv, también conocido por las inscripción U 929 aparecida en la Catedral de Upsala, U 1041 en Golvasta, U 1052 en Axlunda y U 1075 en Bälinge. Existe otra teoría que imputa la autoría a Likbjörn, quien posee otras tres inscripciones: U 1075 en Bälinge (hoy perdida), U 1095 en Rörby y U Fv1976;104 descubierta en 1975 en la Catedral de Upsala.  
El texto rúnico menciona a cuatro hermanos Eygeirr, Ketilbjôrn, Gísl, e Ígull que erigieron una piedra en memoria de su padre Eybjôrn. Ketilbjôrn, comparte el mismo elemento bjôrn ("oso") con su padre. Era una práctica común en Escandinavia repetir el apodo de padres a hijos para mostrar el vínculo familiar.

### Inscripción

#### Transliteración en caracteres latinos
ayka-R ' auk ' kitilbiarn ' auk ' keisl ' auk ' ihul ' litu ' rita sten ' eftiR hybiarn faþ ' sin ' 

#### Transcripción ennórdico antiguo
Øygæ[i]RR ok Kætilbiorn ok Gisl(?) ok Igull letu retta stæin æftiR Øybiorn, faður sinn.

#### Traducción encastellano
Eygeirr y Ketilbjôrn y Gísl(?) e Ígull habían erigido la piedra en memoria de Eybjôrn, su padre.

## U 1048
Es una pieza de granito de 1,30 metros de altura. La inscripción corresponde a un texto rúnico sobre una serpiente entrelazada con una cruz cristiana, grabado en estilo Urnes Pr4. Se desconoce el autor, aunque la obra revela que debió ser el mismo erilaz que grabó las piedras U 1050 y U 1060 en Tibble.
El texto rúnico menciona que una mujer llamada Gillaug erigió la piedra en memoria de su hijo Jôrundr que murió en Hedeby.

### Inscripción

#### Transliteración en caracteres latinos
kilauk ' lit ' hakua ' at ' i(o)rut * sun sin ' (t)o ' i haiþaby

#### Transcripción ennórdico antiguo
Gillaug let haggva at Iorund, sun sinn, do i Hæiðaby.

#### Traducción encastellano
Gillaug había (la piedra) grabada en memoria de Jôrundr, su hijo. (Él) murió en Hedeby.

## U 1050
Es una pieza de granito de 1 metro de altura. La inscripción corresponde a un texto rúnico sobre una serpiente entrelazada, grabado en estilo Urnes Pr4. Se desconoce el autor, aunque la obra revela que debió ser el mismo erilaz que grabó las piedras U 1048 y U 1060 en Tibble.
El texto rúnico menciona que fue erigida por unos hijos, uno de ellos llamado Holmgeirr, en memoria de su padre.

### Inscripción

#### Transliteración en caracteres latinos
hulmkair ' ... ...itu h--ua a[t] ' a(i)s[t] faþur sin

#### Transcripción ennórdico antiguo
HolmgæiRR ... [l]etu h[agg]va at Æist, faður sinn.

#### Traducción encastellano
Holmgeirr ... había ... grabado en memoria de Eistr, su padre.